# Jeannine Gmelin
Jeannine Gmelin (Uster, 20 de junio de 1990) es una deportista suiza que compite en remo.
Ganó dos medallas en el Campeonato Mundial de Remo, en los años 2017 y 2018, y cuatro medallas en el Campeonato Europeo de Remo entre los años 2015 y 2021.
Participó en dos Juegos Olímpicos de Verano, ocupando el quinto lugar en Río de Janeiro 2016 y el quinto en Tokio 2020, en la prueba de scull individual.

## Palmarés internacional
| Campeonato Mundial | Campeonato Mundial        | Campeonato Mundial | Campeonato Mundial |
| Año                | Lugar                     | Medalla            | Prueba             |
| ------------------ | ------------------------- | ------------------ | ------------------ |
| 2017               | Sarasota (Estados Unidos) | Medalla de oro     | Scull individual   |
| 2018               | Plovdiv (Bulgaria)        | Medalla de plata   | Scull individual   |
| Campeonato Europeo |                           |                    |                    |
| Año                | Lugar                     | Medalla            | Prueba             |
| 2015               | Poznań (Polonia)          | Medalla de plata   | Scull individual   |
| 2018               | Glasgow (Reino Unido)     | Medalla de oro     | Scull individual   |
| 2019               | Lucerna (Suiza)           | Medalla de plata   | Scull individual   |
| 2021               | Varese (Italia)           | Medalla de bronce  | Scull individual   |